# Шинон
Шино́н, Шінон (фр. Chinon фр. вимова: [ʃinɔ̃] ( прослухати)) — муніципалітет у Франції, у регіоні Центр — Долина Луари, департамент Ендр і Луара. Населення — 8052 особи (01.01.2021).
Муніципалітет розміщений на відстані близько 250 км на південний захід від Парижа, 150 км на південний захід від Орлеана, 45 км на південний захід від Тура.

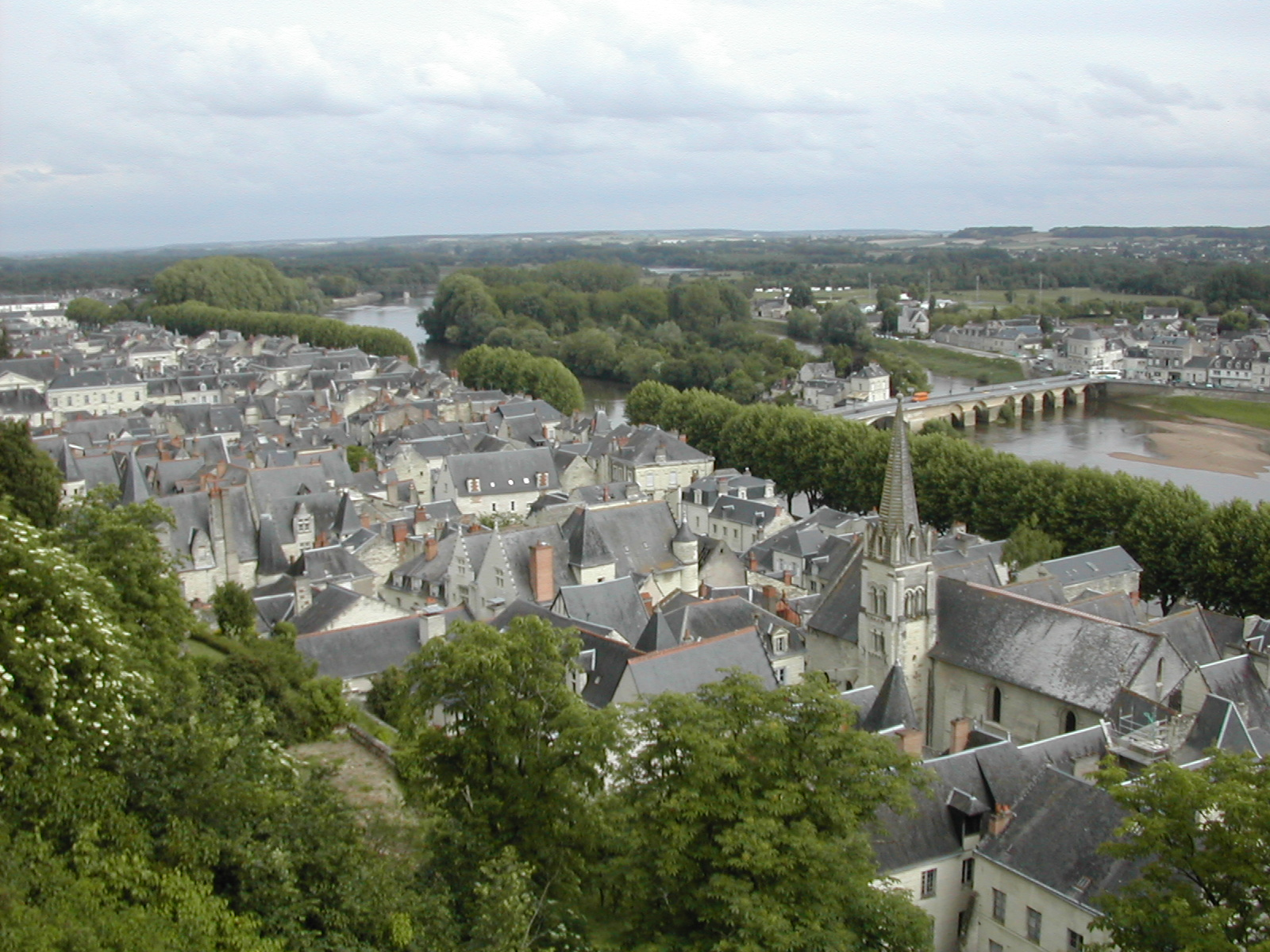
Шино́н і Луара

## Історія
Замок Шинона був однією з улюблених резиденцій короля Англії і графа Анжу Генріха II, який відбудував та розширив його. У 1205 році Шинон увійшов до списку французьких королівських маєтків. У 1308 році, в місті папою Климентом V, був підписаний Шинонський пергамент, який дозволяв судити вище керівництво Ордену Тамплієрів. З 1418, в період Столітньої війни, в Шинонському замку, проживав у вигнанні спадкоємець французького престолу, потім король Франції, Карл VII, який прийняв у 1429, в Шинонському замку Жанну д'Арк. З XVI століття замок перестав бути королівською резиденцією, і місто втратило значення.

## Географія
Шинон розміщений за 47 км на північний захід від Тура, 30 км на схід від Сомюра, 80 км на схід від Анже, 85 км на північ від Пуатьє. Місто побудоване на схилах старого міста В'єнна та складається з невеликих нахилених вулиць, а нові житлові квартали в Hucherolles на площині. Територія муніципалітету охоплює площу 39.02 км². Шинон знаходиться в самому центрі регіонального природного парку Loire-Anjou-Touraine, на краю величезного лісу Azay-le-Rideau, який колись простягався аж до замку.

## Демографія
Динаміка населення (INSEE ):
Розподіл населення за віком та статтю (2006):
| Стать | Всього | До 15 років | 15-24 | 25-44 | 45-64 | 65-85 | Понад 85 |
| --- | ------ | ----------- | ----- | ----- | ----- | ----- | -------- |
| Чоловіки | 3779   | 578         | 586   | 800   | 1049  | 697   | 69       |
| Жінки | 4493   | 675         | 413   | 978   | 1221  | 1020  | 186      |
| \| Статево-вікова піраміда \| Статево-вікова піраміда \| Статево-вікова піраміда \| \| ----------------------- \| ----------------------- \| ----------------------- \| \| Чоловіки \| Вік \| Жінки \| \| 69 \| 85 + \| 186 \| \| 127 \| 80-84 \| 210 \| \| 131 \| 75-79 \| 259 \| \| 238 \| 70-74 \| 321 \| \| 201 \| 65-69 \| 230 \| \| 127 \| 60-64 \| 214 \| \| 274 \| 55-59 \| 308 \| \| 289 \| 50-54 \| 372 \| \| 359 \| 45-49 \| 327 \| \| 245 \| 40-44 \| 280 \| \| 193 \| 35-39 \| 290 \| \| 194 \| 30-34 \| 237 \| \| 168 \| 25-29 \| 171 \| \| 264 \| 20-24 \| 167 \| \| 322 \| 15-20 \| 246 \| \| 174 \| 10-14 \| 280 \| \| 190 \| 5-9 \| 206 \| \| 214 \| 0-4 \| 189 \| |        |             |       |       |       |       |          |
| Статево-вікова піраміда |        |             |       |       |       |       |          |
| Чоловіки | Вік    | Жінки       |       |       |       |       |          |
| 69 | 85 +   | 186         |       |       |       |       |          |
| 127 | 80-84  | 210         |       |       |       |       |          |
| 131 | 75-79  | 259         |       |       |       |       |          |
| 238 | 70-74  | 321         |       |       |       |       |          |
| 201 | 65-69  | 230         |       |       |       |       |          |
| 127 | 60-64  | 214         |       |       |       |       |          |
| 274 | 55-59  | 308         |       |       |       |       |          |
| 289 | 50-54  | 372         |       |       |       |       |          |
| 359 | 45-49  | 327         |       |       |       |       |          |
| 245 | 40-44  | 280         |       |       |       |       |          |
| 193 | 35-39  | 290         |       |       |       |       |          |
| 194 | 30-34  | 237         |       |       |       |       |          |
| 168 | 25-29  | 171         |       |       |       |       |          |
| 264 | 20-24  | 167         |       |       |       |       |          |
| 322 | 15-20  | 246         |       |       |       |       |          |
| 174 | 10-14  | 280         |       |       |       |       |          |
| 190 | 5-9    | 206         |       |       |       |       |          |
| 214 | 0-4    | 189         |       |       |       |       |          |

## Економіка
2010 року серед 4850 осіб працездатного віку (15—64 років) 3371 була активною, 1479 — неактивними (показник активності 69,5%, у 1999 році було 68,6%). З 3371 активної мешканців працювало 2878 осіб (1524 чоловіки та 1354 жінки), безробітними було 493 (215 чоловіків та 278 жінок). Серед 1479 неактивних 379 осіб було учнями чи студентами, 610 — пенсіонерами, 490 були неактивними з інших причин.

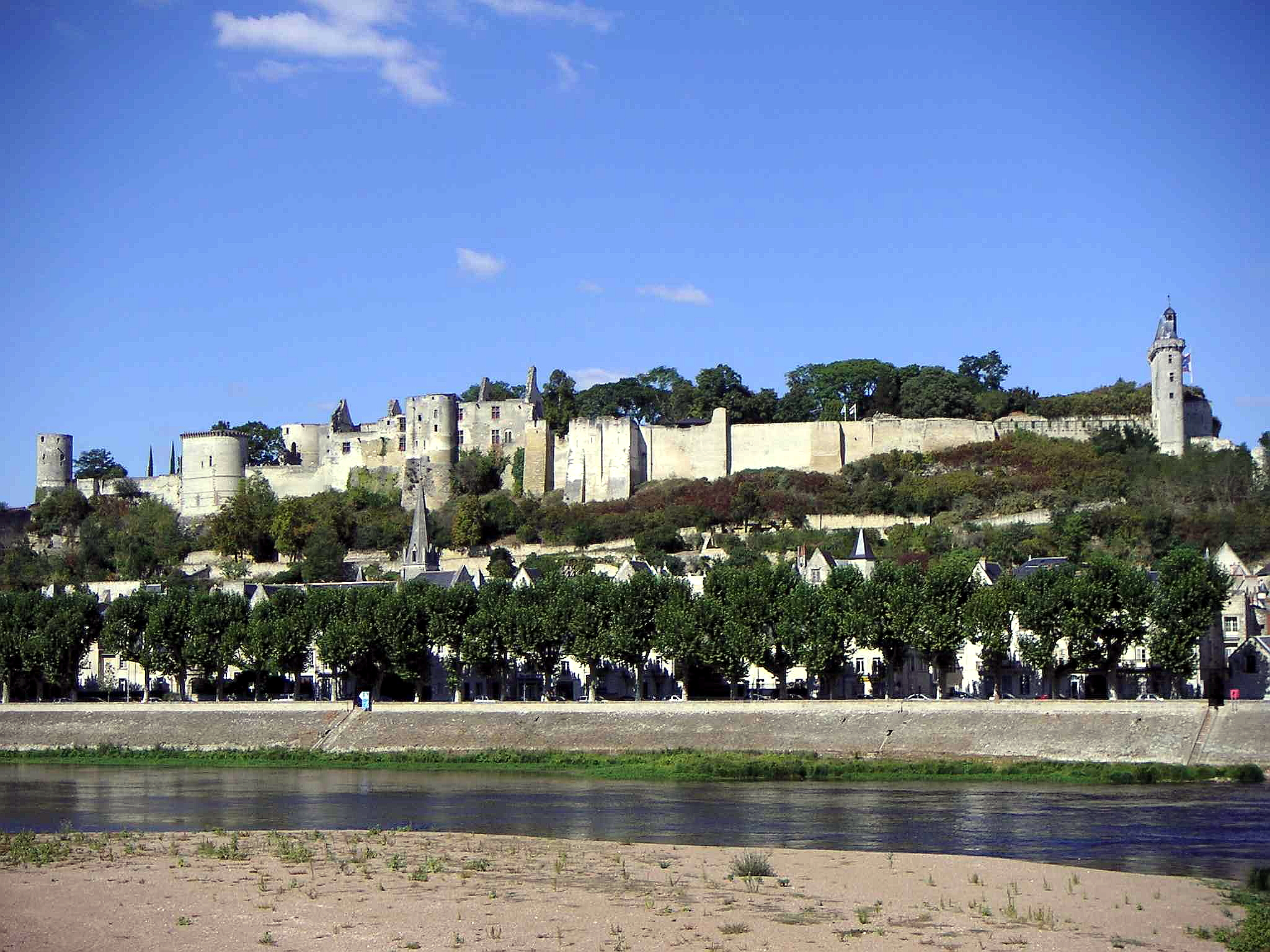
Замок у Шино́ні

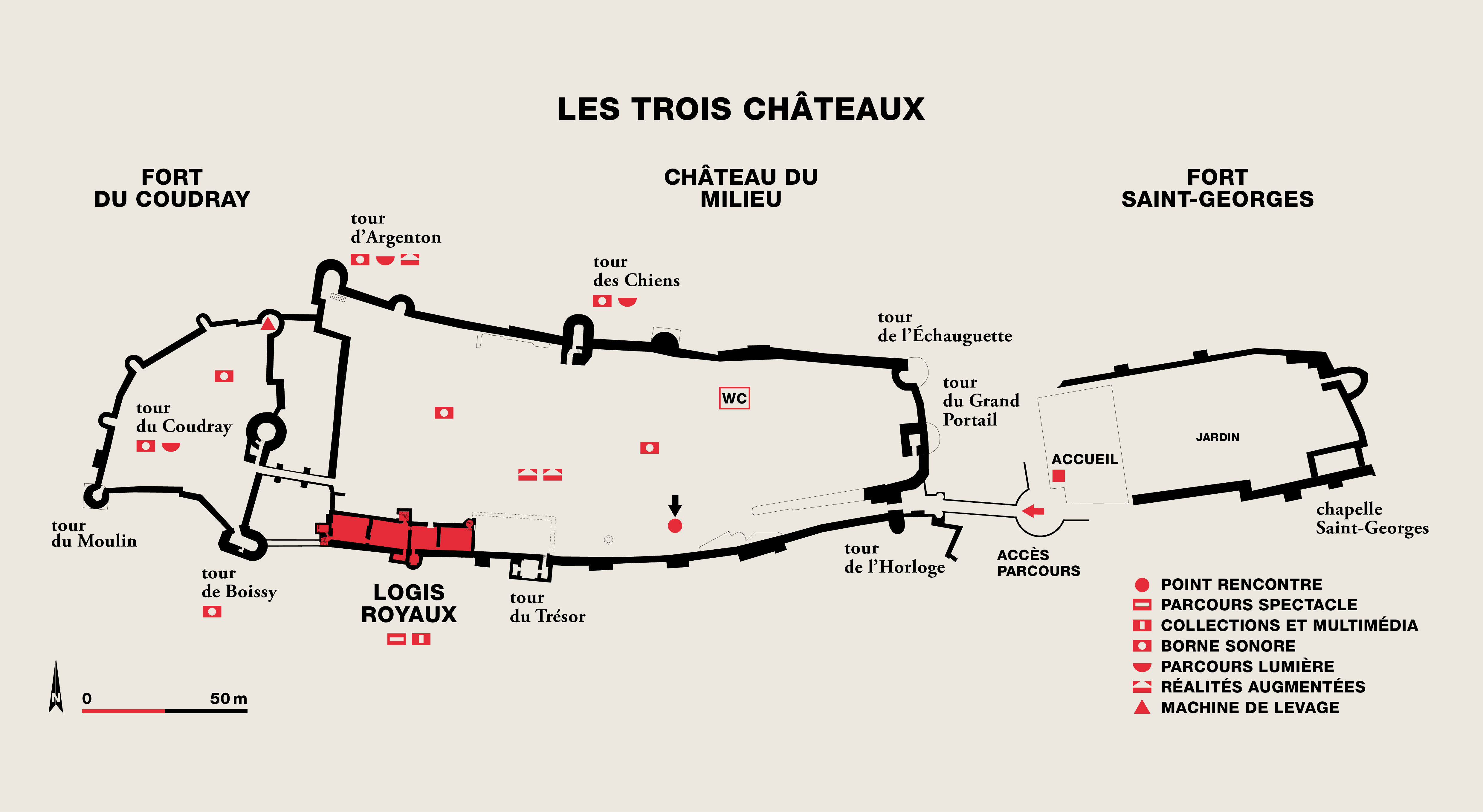
План замку у Шиноні

У 2010 році в муніципалітеті числилось 3902 оподатковані домогосподарства, у яких проживали 7938,5 особи, медіана доходів виносила 17 843 євро на одного особоспоживача